# Vincetoxicum creticum
Vincetoxicum creticum är en oleanderväxtart som beskrevs av Kasimierz Browicz. Vincetoxicum creticum ingår i släktet tulkörter, och familjen oleanderväxter. Inga underarter finns listade i Catalogue of Life.